# Dillenia papuana
Dillenia papuana är en tvåhjärtbladig växtart som beskrevs av Ugolino Martelli. Dillenia papuana ingår i släktet Dillenia och familjen Dilleniaceae. Inga underarter finns listade i Catalogue of Life.